# Zamoście (gmina)
Zamoście (od 1973 Strzelce Wielkie) – dawna gmina wiejska istniejąca do 1954 roku w woj. łódzkim. Siedzibą władz gminy było Zamoście.
W okresie międzywojennym gmina Zamoście należała do powiatu radomszczańskiego w woj. łódzkim. Po wojnie gmina zachowała przynależność administracyjną. Według stanu z dnia 1 lipca 1952 roku gmina składała się z 14 gromad: Antonina, Dębowiec Mały, Dębowiec Wielki, Dworszowice Pakoszowe, Górki, Kruplin, Pomiary, Rekle, Skąpa, Strzelce Wielkie, Wiewiec, Wola Wiewiecka, Zamoście i Zamoście kol..
Jednostka została zniesiona 29 września 1954 roku wraz z reformą wprowadzającą gromady w miejsce gmin. Po reaktywowaniu gmin z dniem 1 stycznia 1973 roku gminy Zamoście nie przywrócono, utworzono natomiast jej terytorialny odpowiednik, gminę Strzelce Wielkie.